# 元荃古道

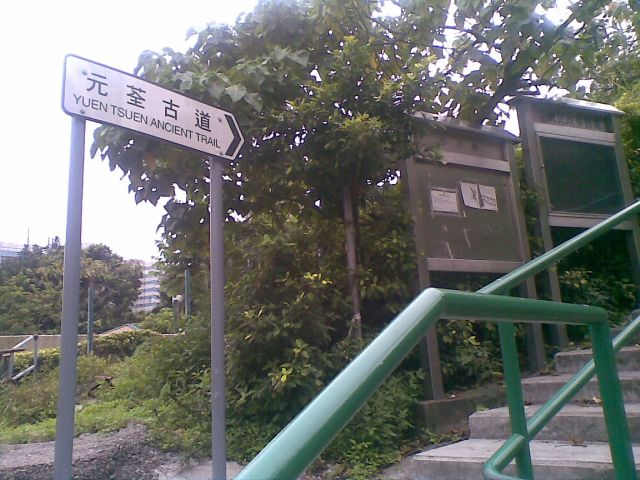
元荃古道，柴灣角出口

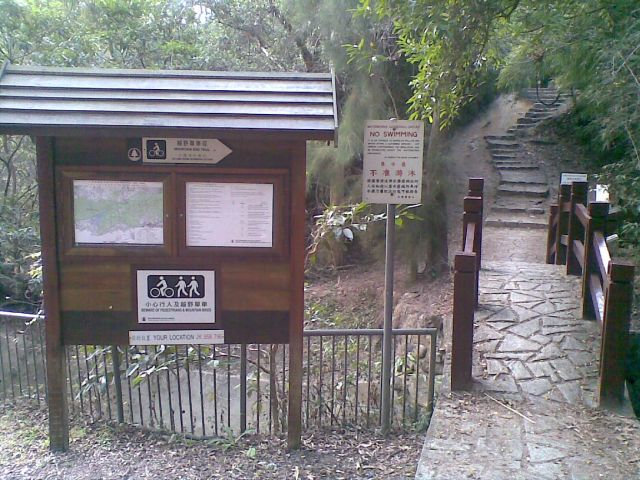
元荃古道，近吉慶橋

元荃古道（英語：Yuen Tsuen Ancient Trail）是昔日香港新界村民往返荃灣及元朗的古老山徑。現時元荃古道位於大欖郊野公園的部分為漁農自然護理署所管轄，並稱之為元荃古道郊遊徑。
元荃古道對當年十八鄉一帶的村民十分重要，因他們必須沿該古道把農作物運往荃灣的市集以換取日用品。
元荃古道的荃灣起訖點位於柴灣角荃威花園巴士總站之下，荃灣港安醫院對面柴灣角遊樂場旁的山坡。遊人可乘巴士前往，或由荃灣沿安育路及荃景圍上行到達入口，由該處上行一公里便進入大欖郊野公園，即元荃古道郊遊徑的起點下花山。由下花山開始，經石龍拱、田夫仔、再過吉慶橋經東白虎凹出大棠止，全長12.5公里，步行需時大約為5.5小時。

## 外部連結
- 元荃古道郊遊徑 （页面存档备份，存于）
- 元荃古道全走︱難度路線圖整合 交通攻略解鎖 （页面存档备份，存于）

## 遠足路線
- . 山上行 www.walkonhill.com. 9月21日  [2012-09-18]. （原始内容存档于2020-04-29）.